# Miskolctapolca
Miskolctapolca, anciennement Görömbölytapolca, est un ancien quartier de la localité de Görömböly, rattachée en 1950 à Miskolc. Il s'agit désormais d'un quartier à part entière de la ville, situé au pied du massif du Bükk. On y trouve notamment les célèbres thermes troglodytiques.